# Starîk, Cernihiv
Starîk (în ucraineană Старик) este un sat în comuna Dniprovske din raionul Cernihiv, regiunea Cernihiv, Ucraina.

## Demografie
Componența lingvistică a localității Starîk
     Ucraineană (98,67%)
     Belarusă (1,33%)
Conform recensământului din 2001, majoritatea populației localității Starîk era vorbitoare de ucraineană (98,67%), existând în minoritate și vorbitori de belarusă (1,33%).